# João Bénard da Costa
João Pedro Bénard da Costa (* 7. Februar 1935 in Lissabon; † 21. Mai 2009 ebenda) war ein portugiesischer Autor, Publizist, Cineast, Schauspieler und Filmkritiker.
Er war dem portugiesischen Kino in vielfältiger Weise verbunden, leitete 18 Jahre lang die Cinemateca Portuguesa, schrieb Bücher über Film und war während seines Lebens an mehreren Stellen der Filmproduktion tätig. Auch als Schauspieler war er aktiv, besonders oft für Regisseur Manoel de Oliveira und häufig unter seinem Pseudonym Duarte de Almeida.
Sein weniger bekannter Sohn João Pedro Bénard da Costa ist ebenfalls häufig an Filmproduktionen beteiligt und wird in Datenbanken gelegentlich mit dem gleichnamigen Vater verwechselt.

## Leben
João Pedro Bénard da Costa wurde als Sohn von João Pedro da Costa und Maria Margarida Bénard in eine großbürgerliche Lissabonner Bildungsbürger-Familie geboren. So besuchte er schon als Kind regelmäßig die Museen seiner Stadt, fand großen Gefallen am Lesen und hörte zuhause Opern. Er wuchs zwischen der Lissabonner Stadtwohnung in der Avenida António Augusto de Aguiar und den Sommern im Landhaus der Familie in der Serra da Arrábida auf.
Nach seinem Abitur fing er ein Jurastudium an, brach es aber bald ab und studierte philosophisch-historische Wissenschaften an der Universität Lissabon, wo er von 1957 bis 1958 dem Verein der katholischen Studentenjugend vorstand. Er schloss das Studium 1959 mit Auszeichnung ab, mit einer Arbeit über den „anderen“ bei Emmanuel Mounier. Danach arbeitete er zunächst als Lehrer an verschiedenen weiterführenden Schulen (Liceus).
Bereits als Student hatte Bénard da Costa eine starke Affinität zur Filmkunst entwickelt. So leitete er von 1957 bis 1960 den Filmklub Centro Cultural de Cinema (CCC) und war 1963 Mitbegründer der Zeitschrift O Tempo e o Modo, deren Direkter er bis 1970 auch war. Von 1964 bis 1966 arbeitete er am pädagogischen Forschungszentrum der Gulbenkian-Stiftung. 1969 wurde er Leiter der neu gegründeten Filmsektion der Gulbenkian-Stiftung, was er bis 1991 blieb. Während der Estado-Novo-Diktatur war er als Oppositioneller häufig Opfer von Repression, wobei er dem nicht-kommunistischen Widerstand angehörte, der weniger brutal verfolgt wurde. Gleichwohl gehörte er der katholischen Linken an, die bis nach der Nelkenrevolution mit den übrigen linken Gruppen zusammen opponierte und Kontakte auch zur einflussreichen kommunistischen Partei Portugals unterhielt. So war es die Geheimpolizei PIDE, die seine zunächst angestrebte akademische Laufbahn an der Universität verhinderte. 1965 gehörte er zu den 101 prominenten Unterzeichnern eines katholischen Manifestes gegen den portugiesischen Kolonialkrieg, den das Regime seit 1961 in den sogenannten „portugiesischen Überseeprovinzen“ führte. Im Mai 1968 trat er schließlich aus der katholischen Kirche aus, nachdem der Papst sich unkritisch mit Diktator Salazar zeigte. Nach der Nelkenrevolution schloss er sich dem linken Movimento de Esquerda Socialista (MES) an, zusammen mit Namen wie Jorge Sampaio, César de Oliveira oder Paulo Portas. Danach setzte er sich gelegentlich für die PS ein, trat aber keiner Partei bei.
Bénard da Costa reiste seit den 1950er Jahren häufig nach Paris, wo er sich mit Filmschaffenden anfreundete und Filme sah, die in Portugal von der Zensur verboten waren. Dank dieser Kontakte organisierte er mit seinem Filmklub und später in der Gulbenkian-Stiftung zahlreiche gut besuchte Vorführungen. So zeigte er etwa 1973 Rossellinis neorealistischen Klassiker Rom, offene Stadt im Lissabonner Cinema Roma in Anwesenheit des Regisseurs und anderer, darunter Henri Langlois, Leiter der Cinémathèque française. Rossellini war bei seinem eigenen Film eingeschlafen und wurde von frenetischem Applaus und euphorischen antifaschistischen Ausrufen des Publikums geweckt.
Von 1973 bis 1980 war er Lehrer für Filmgeschichte an der Filmhochschule des Nationalkonservatoriums (heute ESTC) und wurde 1980 stellvertretender Direktor der Cinemateca Portuguesa, dem staatlichen portugiesischen Filmmuseum und Filminstitut. 1991 wurde er Direktor der Cinemateca, was er bis in sein Todesjahr blieb und deren Ausrichtung und Bedeutung er maßgeblich prägte, etwa in der umfangreichen Veröffentlichungspolitik des Hauses, den Filmrestaurationsprogrammen oder dem kuratierten Vorführungsprogramm mit thematischen Filmzyklen, Filmpremieren und regelmäßigen Retrospektiven.
Als Schauspieler trat er in zahlreichen Filmen auf, meist in Nebenrollen. Besonders häufig spielte er in Filmen von Manoel de Oliveira mit. In dessen Film Das Kloster spielte er 1995 an der Seite von Catherine Deneuve und John Malkovich eine größere Rolle als satanistischer Diener und brachte sein Wissen um die Geheimnisse in der Serra da Arrábida ein, in der er zum Teil aufgewachsen war und wo der Film gedreht wurde. Meist trat er unter seinem Pseudonym Duarte de Almeida auf, gelegentlich aber auch unter seinem echten Namen oder Varianten davon. Gelegentlich war er auch an anderen Stellen der Filmproduktion tätig, etwa als Produktionsassistent für Raúl Ruiz.
Er lehrte Filmgeschichte an der Universidade Nova de Lisboa (1994/95) und an der Universidade Lusófona (1999/2000), zudem schrieb er über Filmthemen, sowohl Kolumnen in Zeitungen, insbesondere der Wochenzeitung O Independente, als auch zahlreiche Bücher. 2001 erhielt er den Literaturpreis Prémio Pessoa für seine Arbeiten.
In den 2000er Jahren mehrten sich Stimmen, die die Cinemateca unter seiner Führung für zu eingefahren und konservativ hielten. Mit einer besonderen ministeriellen Erlaubnis blieb er dennoch ihr Leiter über sein Renteneintrittsalter hinaus, bis Gesundheitsprobleme im Januar 2009 einen Wechsel an der Spitze der Cinemateca herbeiführten.
João Bénard da Costa war seit 1958 mit Ana Maria Toscana verheiratet, das Paar hatte vier Kinder. Am 21. Mai 2009 starb der starke Raucher zuhause an Krebs. Er wurde am 22. Mai auf dem Lissabonner Friedhof Cemitério dos Olivais beigesetzt.

## Filmografie
- 1971: O Recado; Regie: José Fonseca e Costa (als Duarte de Almeida)
- 1972: Vergangenheit und Gegenwart (O Passado e o Presente); Regie: Manoel de Oliveira (als Duarte de Almeida)
- 1978: Das Verhängnis der Liebe (Amor de Perdição: Memórias de uma Família), Miniserie (als Duarte de Almeida)
- 1980: Oxalá; Regie: António-Pedro Vasconcelos (als João Pedro Bénard da Costa)
- 1981: Francisca; Regie: Manoel de Oliveira (als Duarte de Almeida)
- 1981:  O Território; Regie: Raúl Ruiz (als Duarte de Almeida)
- 1981: Manoel de Oliveira - Écran (Doku.); Regie: José Nascimento (als João Bénard da Costa)
- 1983: La ville des pirates; Regie: Raúl Ruiz (als Duarte de Almeida)
- 1984: Fluchtpunkte (Point de fuite); Regie:  (als João B. da Costa)
- 1985: Der seidene Schuh (Le soulier de satin); Regie: Manoel de Oliveira (als Duarte de Almeida)
- 1987: O Desejado; Regie: Paulo Rocha (als Duarte de Almeida)
- 1987: Relação Fiel e Verdadeira; Regie: Margarida Gil (als João Pedro Bénard)
- 1988: Der Morgen des Misstrauens (Uma Pedra no Bolso); Regie: Joaquim Pinto (als João Pedro Bénard)
- 1989: Erinnerungen an das gelbe Haus (Recordações da Casa Amarela); Regie: João César Monteiro (als Duarte de Almeida)
- 1990: Non oder Der vergängliche Ruhm der Herrschaft ('Non', ou A Vã Glória de Mandar); Regie: Manoel de Oliveira (als Duarte de Almeida)
- 1990: O Som da Terra a Tremer; Regie: Rita Azevedo Gomes (als Duarte de Almeida)
- 1991: Am Ende einer Kindheit (A Idade Maior); Regie: Teresa Villaverde (als João Pedro Bénard)
- 1992: Aqui D’El Rei! (Fernsehfilm); Regie: António-Pedro Vasconcelos (als Duarte de Almeida)
- 1992: Das Tripas Coração, Regie: Joaquim Pinto (als João Pedro Bénard)
- 1994: Die Büchse des Bettlers A Caixa; Regie: Manoel de Oliveira (als Duarte de Almeida)
- 1995: Das Kloster O Convento; Regie: Manoel de Oliveira (als Duarte de Almeida)
- 1996: 100 Anos de Cinema Português (Doku.); Regie: Manuel Mozos (als João Bénard da Costa und als Duarte de Almeida)
- 1997: Jorge Sena - Uma Fiel Dedicação à Honra de Estar Vivo (Doku.); Regie: Diana Andringa (als Duarte de Almeida)
- 1998: Vasco Santana - O Bom Português (Doku.); Regie: Vasco Eloy (als Duarte de Almeida)
- 2000: Cinemaamor (Kurzfilm); Regie: Jacinto Lucas Pires (als Duarte de Almeida)
- 2000: Combat d'amour en songe; Regie: Raúl Ruiz (als Duarte de Almeida)
- 2000: Palavra e Utopia; Regie: Manoel de Oliveira (als Duarte de Almeida)
- 2001: Frágil Como o Mundo; Regie: Rita Azevedo Gomes (als Duarte de Almeida)
- 2001: Das Porto meiner Kindheit (Porto da Minha Infância); Regie: Manoel de Oliveira (als Duarte de Almeida)
- 2002: O Delfim; Regie: Fernando Lopes (als Duarte de Almeida)
- 2002: O Princípio da Incerteza; Regie: Manoel de Oliveira (als Duarte de Almeida)
- 2005: Espelho Mágico; Regie: Manoel de Oliveira (als Duarte de Almeida)
- 2005: 15ª Pedra: Manoel de Oliveira e João Bénard da Costa em Conversa Filmada (Doku.); Regie: Rita Azevedo Gomes (als João Bénard da Costa)
- 2007: Rencontre Unique (Kurzfilm, Segment des Projekts Chacun son cinéma); Regie: Manoel de Oliveira (als Duarte de Almeida)
- 2008: A Verdade Inventada (Kurzfilm); Regie: Iana Viana, João Viana (als Duarte de Almeida)
- 2009: Alfama (Kurzfilm); Regie: João Viana (als Duarte de Almeida)
- 2009: A Colecção Invisível; Regie: Rita Azevedo Gomes (als Duarte de Almeida)

### Werke von João Bénard da Costa
- Emmanuel Mounier, Moraes Editores, Lissabon 1960
- Os silêncios do Vaticano, Moraes Editores, Lissabon 1966
- Da pedagogia não directiva como pedagogia personalista, Fundação Calouste Gulbenkian, Lissabon 1966
- Alfred Hitchcock 1982 (Monografien der Cinemateca Portuguesa)
- Luis Buñuel 1982 (Monografien der Cinemateca Portuguesa)
- Fritz Lang 1983 (Monografien der Cinemateca Portuguesa)
- John Ford 1983 (Monografien der Cinemateca Portuguesa)
- Josef von Sternberg 1984 (Monografien der Cinemateca Portuguesa)
- Nicolas Ray 1984 (Monografien der Cinemateca Portuguesa)
- O Musical 1987 (Monografien der Cinemateca Portuguesa)
- Howard Hawks1988 (Monografien der Cinemateca Portuguesa)
- A Dupla Vida de Isabel Ruth (Monografien der Cinemateca Portuguesa)
- João César Monteiro (Monografien der Cinemateca Portuguesa)
- Os filmes da minha vida. Os meus filmes da vida., Assírio & Alvim, Lissabon 1990
- Histórias do cinema português, Imprensa Nacional-Casa da Moeda, Lissabon
- Muito lá de casa, Assírio & Alvim, Lissabon 1994 (erneut 2007)
- O cinema português nunca existiu, CTT, Lissabon 1996
- Nós, os vencidos do Catolicismo, Tenacitas, Coimbra 2003
- Os filmes da minha vida, vol. 2, Assírio & Alvim, Lissabon 2007
- Como o cinema era belo, Fundação Calouste Gulbenkian, Lissabon 2007

### Werke über João Bénard da Costa
- Jorge Revez: Os „vencidos do catolicismo“. Militância e atitudes críticas (1958–1974), Studienzentrum Religionsgeschichte, Katholische Universität Portugal, Lissabon 2009
- Lúcia Guedes Vaz und Pedro Rapoula: 1998–2008: Os dias de Portugal. Discursos de João Bénard da Costa, Staatspräsidentschaft Portugals, Lissabon 2010
- António Rodrigues: Magníficas obsessões: João Bénard da Costa, um programador de cinema, Cinemateca Portuguesa, Lissabon 2011

## Auszeichnungen
- 1989: Nominierung für den Europäischen Filmpreis (für Erinnerungen an das gelbe Haus)[7]
- 1990: Orden des Infanten Dom Henrique im Großoffiziers-Rang (Portugal)
- 1990: Ordre des Arts et des Lettres im Kommandeurs-Rang (Frankreich)
- 1995: Preis für Filmstudien der Universität Coimbra
- 1997: erstmalige Ernennung zum Präsidenten der Kommission für den Nationalfeiertag Dia de Portugal (danach mehrfach erneut)
- 2001: Prémio Pessoa[8]
- 2005: Großkreuz des Christusordens
- 2008: Kultur-Verdienstmedaille des portugiesischen Kulturministeriums[3][9]